# Lagarfoss
Lagarfoss är ett vattenfall i republiken Island.   Det ligger i regionen Austurland, i den östra delen av landet, 400 km öster om huvudstaden Reykjavík. Lagarfoss ligger 16 meter över havet.
Terrängen runt Lagarfoss är platt åt nordväst, men åt sydost är den kuperad.  Trakten runt Lagarfoss är nära nog obefolkad, med mindre än två invånare per kvadratkilometer. Det finns inga samhällen i närheten. Trakten runt Lagarfoss består i huvudsak av gräsmarker.